# Ridley (Cheshire)
Ridley ist ein Civil parish in Cheshire.

## Geographie
Ridley liegt westlich von Nantwich und besteht im Wesentlichen aus Weidefläche mit einigen Weihern und Teichen sowie wenigen kleinen Wäldern. Durch das Gebiet fließt, von Norden nach Süden, der River Weaver. 

## Geschichte
Jahrhundertelang wurde das Gebiet durch verstreut liegende Gehöfte landwirtschaftlich genutzt und hat daher keine Ortschaften.
Ende des 17. Jahrhunderts kam der Name Ridley nach Pennsylvania, weil ein Landwirt namens Simcock während der Quäkerauswanderung in das Gebiet von Ridley Township übersiedelte und dort Ländereien aufkaufte.
Verwaltungstechnisch gehörte Ridley bis 2009 zu Crewe and Nantwich, seitdem zu Cheshire East.